# Sakété

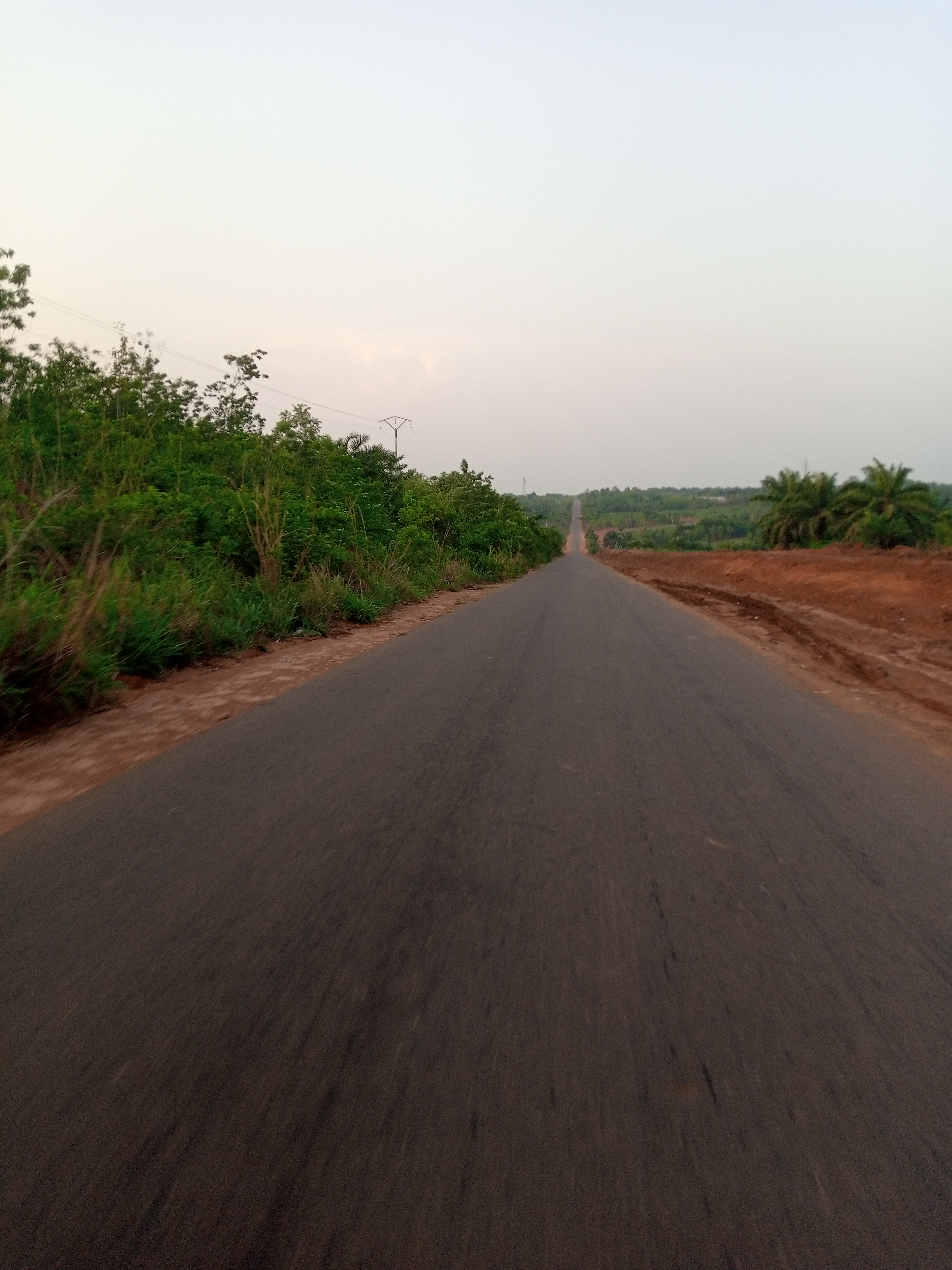
La RN 3 reliant Sakété à Pobè.

Sakété est une commune et une ville du sud du Bénin, située à une soixantaine de kilomètres du port de Cotonou, du département du Plateau.

## Histoire

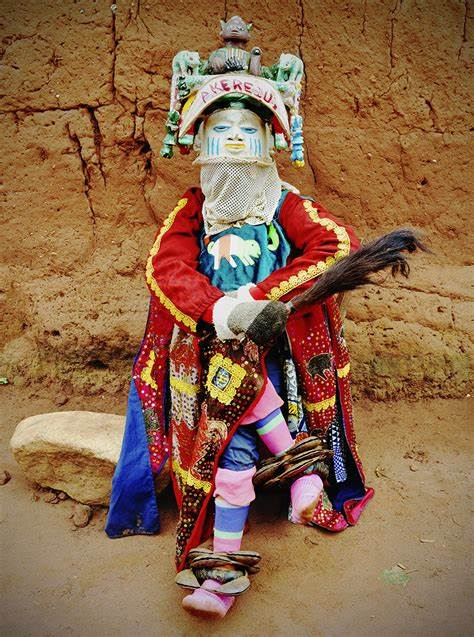
Guelede de Sakété.

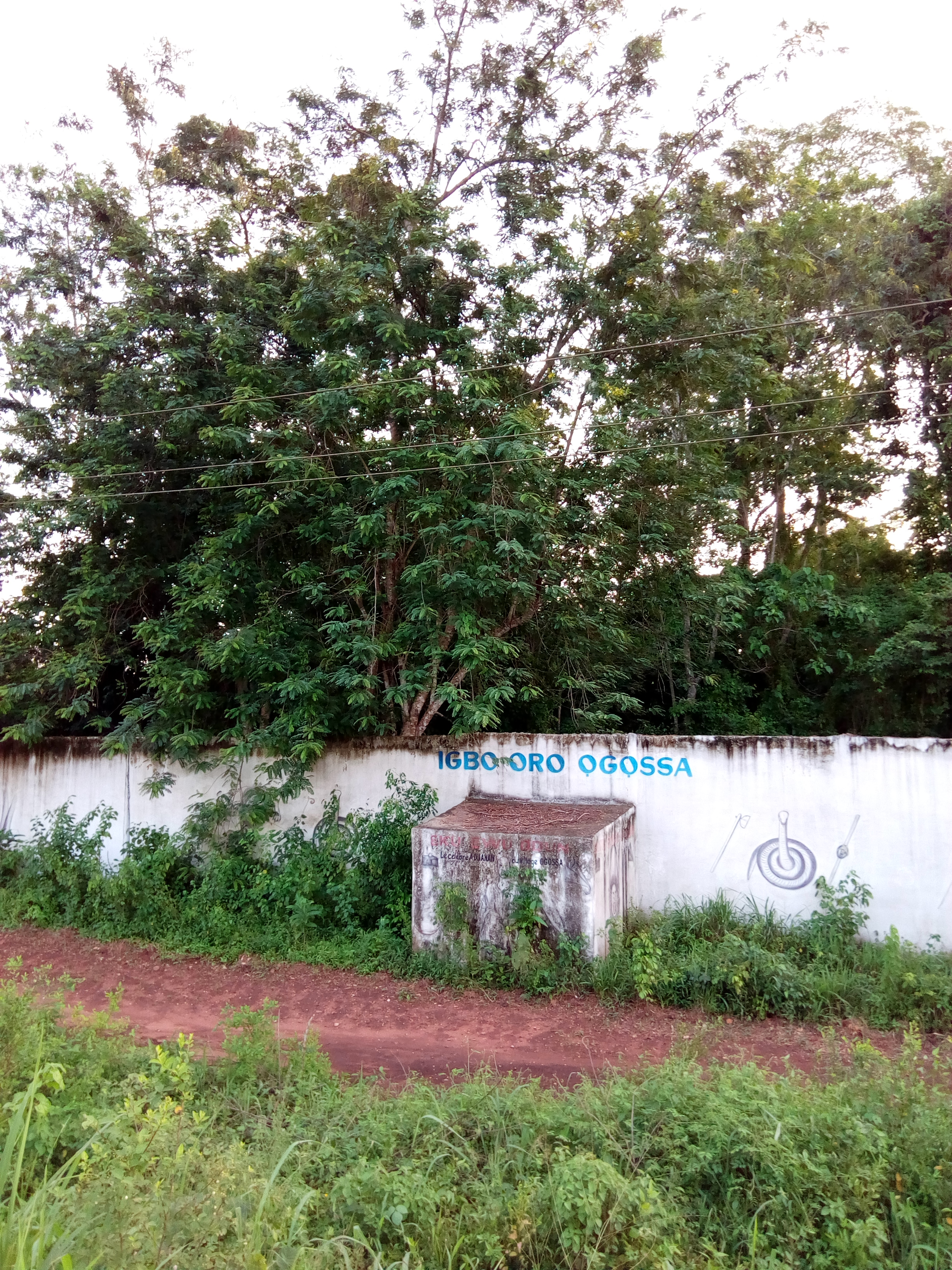
Igbo oro ogossa.

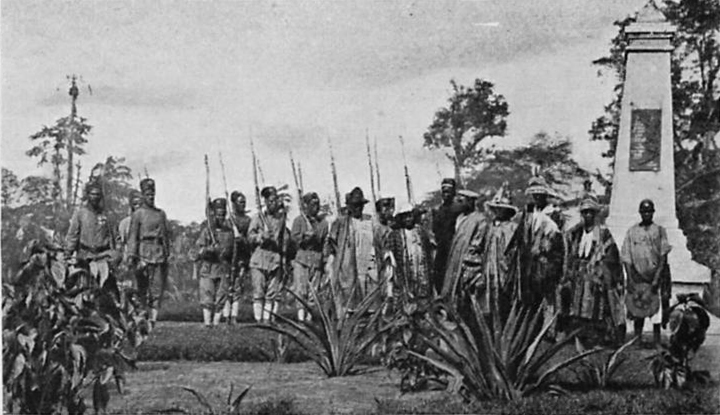
« Chefs dahoméens faisant, sur l'ordre du gouverneur général, amende honorable au monument de l'administrateur Cait, assassiné à Sakété »

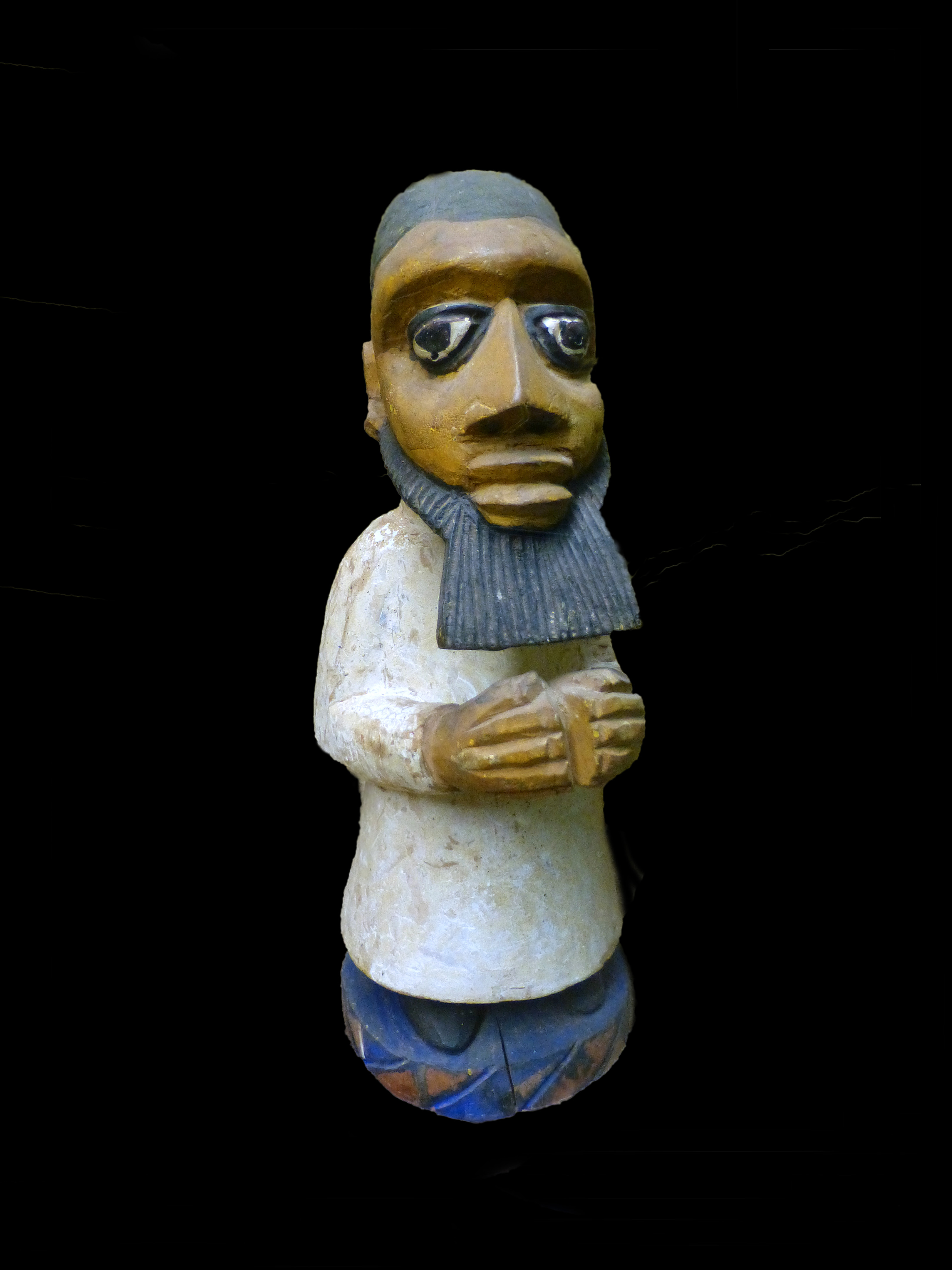
Musée africain de Lyon.

En 1905 une révolte contre l'administration française se produit à Sakété, elle coûte la vie à l'administrateur-adjoint Cait. Un monument est érigé à sa mémoire.
Au XXe siècle, la famille Amidou-Agdebola règne, sans pouvoir véritable, sur Sakété et les communes alentour du Plateau.

## Population
Lors du recensement de 2002 on y dénombrait 70 604 habitants.
En 2013 (RGPH-4), la commune comptait 114 088 habitants.

## Personnalités liées à la commune
- Eniola Awaou Bissiriou, une des six femmes députées de la 8e législature (2019-2023).